# Giordano Orsini
Giordano Orsini est un cardinal italien né à Rome, capitale des États pontificaux, et décédé le 8 septembre  1287 à Rome.
Il est un frère du pape Nicolas III et l'oncle des cardinaux Latino Malabranca Orsini, O.P. (1278) et Matteo Orsini (1262). Les autres papes et cardinaux de la famille Orsini sont Célestin III (1191-1198) et Benoît XIII (1724-1730) et les cardinaux Napoleone Orsini (1288), Francesco Napoleone Orsini (1295), Giovanni Gaetano Orsini (1316), Matteo Orsini (1327), Rinaldo Orsini (1350), Giacomo Orsini (1371), Poncello Orsini (1378), Tommaso Orsini (vers 1383), Giordano Orsini, iuniore (1405), Latino Orsini (1448), Cosma Orsini, O.S.B. (1480), Giovanni Battista Orsini (1483), Franciotto Orsini (1517), Flavio Orsini (1565), Alessandro Orsini (1615), Virginio Orsini, O.S.Io.Hieros. (1641) et Domenico Orsini d'Aragona (1743).

## Repères biographiques
Giordano Orsini est chanoine du chapitre de York et prébendaire de Fenton.
Orsini est créé cardinal par son frère, le pape Nicolas III lors du consistoire de 12 mars 1278. Le cardinal Giordano Orsini participe au conclave de 1280-1281, lors duquel Martin IV est élu, mais avec son neveu Matteo Orsini il est renvoyé temporairement du conclave, parce qu'ils sont censés créer des obstacles à l'élection d'un nouveau pape. Il participe aussi au conclave de 1285 (élection d'Honoré IV).